# エドワード・コーク
サー・エドワード・コーク（Sir Edward Coke, PC, 1552年2月1日 - 1634年9月3日）は、イングランドの法律家・政治家。中世ゲルマン法に由来するコモン・ローの法思想を理論化し、近代の法思想として継承させることに成功し、「法の支配」という憲法原理を確立した。英国法の発展に大きく貢献した法律家の一人。植民地の起業家でもあった。
姓はクックとも発音ならびに表記される。

## 生涯

### 法律の専門家として台頭
ノーフォーク・マイルハムでジェントリの家庭に生まれ、1567年にケンブリッジ大学トリニティ・カレッジへ入学、1572年に法曹院の1つであるインナー・テンプルに入学、1578年に弁護士となった。それから法律家として活躍し始め、バーリー男爵ウィリアム・セシルの引き立てもあり出世、1586年にノリッジの裁判官、1589年に庶民院議員、翌1590年にインナー・テンプルの幹部員、1592年にロンドンの裁判官に選ばれた。同年に法務次官と庶民院議長も兼任、前者は1594年まで、後者は1593年まで務めた。
1594年には法務長官トマス・エジャートンの後任として法務長官に昇進した。この時、バーリー男爵と次男ロバート・セシル（後の初代ソールズベリー伯）の政敵エセックス伯ロバート・デヴァルーが長官にフランシス・ベーコンを推したが、次官のコークが長官に昇進するのが順当で、エリザベス1世とバーリー男爵やほとんどの枢密顧問官もコークを推していたため、最終的にコークと決まった。また、1597年にベーコンが富裕な未亡人でバーリー男爵の孫娘エリザベス・ハットン（バーリー男爵の長男トマス・セシルの娘でウィリアム・ハットン卿の未亡人）との結婚を望みエセックス伯も後押ししたが、エリザベスはコークを再婚相手に選び2人は翌1598年に再婚した。コークにとってもこれは再婚だった。
長官在任中は王権擁護の立場から次々と裁判を手掛け、1601年2月8日にエジャートンらと共に女王の使者としてクーデターを起こす直前のエセックス伯を訪問したが屋敷に幽閉され、クーデターに失敗して捕らえられたエセックス伯を2月19日の裁判でベーコンと共に裁き、1603年にウォルター・ローリーも裁判にかけて有罪判決を下した。1605年から1606年にかけて火薬陰謀事件関係者も容赦なく訴追した一方、法廷で活動してから関与した訴訟を記録し全11巻にも及ぶ『判例集』編纂を進めていった。

### コモン・ローを掲げ王権と対立
ところが、1606年に民訴裁判所主席裁判官へ転身してからコークの姿勢が変化した。コモン・ローを擁護しそれを扱う裁判所（民訴裁判所、王座裁判所、財務府裁判所）の権限を拡大、他の裁判所や王権との対立を引き起こしたのである。背景には北部評議会などの裁判所新設、大法官裁判所などのエクイティ（衡平法）の裁判所が権限を拡大、これらを通じて国王大権が伸長しコモン・ロー裁判所との争いが生じた事情があった。しかし国王ジェームズ1世とその側近になっていたベーコンからすれば、コークの方がコモン・ローを盾に取った越権行為をしていることになり、コークはベーコンおよびジェームズ1世との対立が避けられなくなった。
コークは初め教会裁判所と衝突、世俗裁判所に属すると考えた事件を教会裁判所が受理することを禁止する禁止令状を国王の名でしばしば出していた。教会裁判所からの苦情を受け付けたジェームズ1世はコークに各裁判所間のバランスと取るべきと申し入れたが取り合わず、逆に「王権も法の下にある。法の技法は法律家でないとわからないので、王の判断が法律家の判断に優先することはない」と主張したところ、気分を害したジェームズ1世が「王である余が法の下にあるとの発言は反逆罪にあたる」と詰問したのに対し、コークは「国王といえども神と法の下にある」というヘンリー・ブラクトンの法諺を引用して諫めたとされる。
こうした動きに対しベーコンがその対処に当たり、1608年にコモン・ロー裁判所とウェールズの裁判所が管轄争いを起こすと、自分達の権利を声高に主張するコモン・ロー裁判所を非難、ベーコンの影響を受けたジェームズ1世が1610年に各裁判所へそれぞれの管轄を保持することと自重を呼びかけ、事態の収拾を図った。一方でコークの学識を高く評価していたため引き続き裁判官として重用した。
1613年、王座裁判所首席裁判官トマス・フレミングの死亡で民訴裁判所から王座裁判所へ異動となったが、何とかコークを翻意させようと彼とジェームズ1世との接近を計画、加えて実入りの良くない王座裁判所への異動で懲罰を対外的に印象付けることも図ったベーコンがジェームズ1世に進言した結果だった。なお、コークの異動で玉突き人事が行われ、民訴裁判所主席裁判官にはコークの後任の法務長官ヘンリー・ホバートが、法務長官にはベーコンが就任した。
しかし、王座裁判所首席裁判官になってもコークは態度を変えず、ジェームズ1世・ベーコンとの対立を継続していった。サマセット伯ロバート・カーの殺人事件裁判ではコークとベーコンは協力したが、裁判官は国王の擁護者と考えるベーコンと国王と人民の間の調停者と考えるコークの思想は相容れず、ジェームズ1世の裁判官への干渉に対する抗議も重なり、大法官でベーコンと連携したエジャートンとも対立を深めていった。裁判所の管轄争いも国王大権と裁判所の対立と問題が拡大、1616年にジェームズ1世により王座裁判所首席裁判官を罷免された。

### 政治家に転身、議会を主導
法曹界を追われたコークが見出した場所は議会で、1621年の議会では庶民院議員として宿敵ベーコンの失脚に主要な役割を果たした。この議会で先頭に立って独占権批判を展開、ジェームズ1世の側近バッキンガム侯（後に公爵）ジョージ・ヴィリアーズの関係者を独占権を悪用したとして告発、続いて大法官になり独占権の許可に深く関わっていたベーコンを収賄の罪で告発、ベーコンを失脚に追いやった。さらに議会の大抗議を作成し議会の権利はイングランド国民の権利だと主張したが、ジェームズ1世の報復で同じく作成したジョン・ピムらと共に投獄された。
ジェームズ1世の後を継いだチャールズ1世に対しても批判的だったため、バッキンガム公により庶民院議員との兼業を禁止されていたシェリフに任じられ、トマス・ウェントワース（後のストラフォード伯爵）共々庶民院から排除された。しかし庶民院で議員活動を続け、1628年の議会でピム、ウェントワース、ジョン・エリオットら議員がチャールズ1世やバッキンガム公の失政を攻撃、国王側の国民の恣意的逮捕、議会の同意なき課税が問題になると権利の請願を起草、恣意的逮捕、議会の同意なき課税禁止を記して国民の権利を再確認した。1629年頃に引退し5年後の1634年に82歳の高齢で死去。チャールズ1世は議会を解散しエリオットは再度投獄され1632年に獄死、ウェントワースも国王側に懐柔される中、ピムはコークとエリオットに代わり議会指導者になり、国王批判を続けていった。

## 思想
コモン・ローの信奉者だったコークはコモン・ローが古い伝統・慣習・判例の積み重ねで出来上がったことを重視、臣民の権利と自由を保障する生得権がコモン・ローだとする「古来の国制」論を主張した。それに基づきコモン・ローの改変・修正に反対、保守することを強調した。同時にそれは、伝統（コモン・ロー）の法解釈に携わる法律家の権威向上にも繋がり、たとえ国王でも改変を許さないことも意味した。また、コモン・ローを他の制定法より上位に置き、それが制定法が一般の正義と条理に反した場合は無効になるという判定も出来上がった。
法解釈と関連付けて議会の機能も説明、議会を現代で言う立法機関と捉えず司法機関、すなわち立法・司法が混在した最高の法廷（裁判所）とみなした（行政は国王が単独、司法は他の裁判所が議会と共有していると考えた）。コークによれば議会の庶民院は法を解釈する最高裁判所とされ、法の至上性は庶民院の至上性に繋がった。ただし議会は特別な裁判所と位置づけるが、その機能は議会特権を犯した者への処罰しか指摘せず、立法についても議会主権という程徹底しておらず、国王大権を侵すことは出来ないとする。議会立法権がコモン・ローを侵害する可能性についてもそれぞれの調和を期待するに止め、理論に一貫性が見られない。
政治家に転身してからは、法律知識を生かしてコモン・ローやマグナ・カルタを引用・注釈して国王大権に対する抵抗を試み、基本的に均衡憲法論を重んじていたが、同じく均衡憲法論者のベーコンがやや国王擁護の立場だったのに対し、コークは時代の変化を読み取り議会の権限強化に一定の寄与を果たした。1621年の独占権批判はマグナ・カルタを引用して国民の自由を脅かしていると主張、国王の独占権特許が国王大権に触れる点は国王大権二元論を持ち出し、独占権は国民の自由に関わる物として国王大権に属していても議論は可能と説いて議会の独占権審議に根拠を与えた。二元論では法の拘束を受けないはずの国王大権（宗教・外交・宣戦講和）にも請願という形で議会は関与出来るとし、請願を受け取る国王はそれを採用・破棄するかは自由と説明しながらも、同年のジェームズ1世の親スペイン外交に議会が請願の形で意見することになり、ジェームズ1世の強硬な反対で議会の外交関与は失敗したが、国王大権へ議会の介入に道を開いたといえる。
国王・宗教裁判所・エクイティ裁判所・海事裁判所に対してコモン・ローの優位を主張し、それらの権力をコモン・ローによって制限することを主張し続けたとされる。中でも1606年の国王の禁止令状事件が有名で、ジェームズ1世が王権神授説をもって国王主権を主張したのに対して、コークが上述の通り法律家の専門分野を根拠に国王大権の干渉を牽制、ジェームズ1世の反論に応じた際ブラクトンの格言を掲げたとされる。
ただしコークは、国王・王室を篤く崇敬する国王大権の支持者で、反国王・反王室のイデオロギーの持ち主ではない。この事件でコークはノルマン・コンクエスト以後裁判権に介入しようとした王は歴代の王の中に1人もいないと明確に誤った主張をして王を説得しようとしているが、それにもかかわらず政治的には大きな成果を上げたものと評価されている。
さらに1628年に権利の請願を起草する際、貴族院は庶民院の草案に「国王の主権者権力」（Sovereign power）という文字を入れるよう要求したが、コークらはそれを拒否した。コークの主導の下、国庫歳入を保留することにより、庶民院はチャールズ1世に権利の請願を奏上し承諾を得た。あくまで均衡憲法論に基づき国王大権と議会のバランスを重視していたコークだが、大権が濫用されている（独占権、恣意的逮捕、議会の同意なき課税）と感じた場合は伝統を持ち出しつつ議会の権限強化に貢献、均衡回復に尽力した。
コークに対する評価は毀誉褒貶で、一方で「法の父」「下院のヘラクレス」と称えられ、船に例えられた庶民院を導く舵手と言われた。他方で裁判官時代の厳しい法の執行を非難されたり（コーク本人も自認している）、政治家時代では疑わしい先例を引用して自説を補強する先例発明家とも言われた。特にベーコンのコーク非難は激しく、1616年のジェームズ1世によるコークの王座裁判所首席裁判官罷免を正当化する議論を構築した際「国王の大権に対して（中略）裁判所の既に確立している司法権に対して騒ぎと新しい疑問を持ち込んだ」「寛大であるとか、愛想が良いとか、気前が良いとか、本性上人々を引き付ける性質を持たないために、彼は政府を攻撃するという企みによって民衆の支持を得ようとした」と非難、同年のジェームズ1世へのイングランド法編纂に関する助言でもコークのコモン・ローの過剰な賛美を批判している。合わせて、イングランド法編纂を考案するベーコンは前述の助言で彼の著作『判例集』に代わる法規則集の構想を提案、後世に評価を委ねる姿勢と法律家としてのコークに対抗心を燃やす発言も残している。

## 影響
コークは、マグナ・カルタを貴族を保護するためだけではなく、全ての臣民を等しく保護するために用いられると解釈した。それは実質的にマグナ・カルタを、議会や王から全ての臣民を守る保証人だと定めたことになる。コークは『大憲章は、その上に王を持たない存在である』と主張したとされる。
1610年のコークによる医師ボナム事件の判決は、コモン・ローに反する法律（制定法）は無効であると判示したとされ、「アメリカ建国の父」であるアレクサンダー・ハミルトンが違憲立法審査を考案する契機となったとされている。
カルヴァン事件では、スコットランド王ジェームズ6世がイングランド王ジェームズ1世になった後のスコットランド臣民はスコットランドだけでなくイングランドにも土地を所有できるとした。この事件は、北アメリカに入植したイングランドの入植者がイングランド人としての権利を有するという考えを支持する重大なものとなった。
コークの著書の写しは1620年にメイフラワー号に乗って北アメリカに渡り、イギリス植民地のすべての法律家がコークの本、特に『判例集』『イギリス法提要』に学んだ。ジョン・アダムズ、パトリック・ヘンリーは、1770年代の母国への反逆行為を支持するかどうかを、コークの著作から議論した。
デルタ・カイ兄弟団はコークを精神的創設者と考えている。
権利の請願が権利の章典、権利章典のさきがけとなった。

## 判決
- コモン・ローに反する制定法を無効とした医師ボナム事件（英語版）
- 裁量による捜索からの自由の権利の起源となったシーメイン事件
- 反トラストで重要なダーシー対アレイン事件（独占事件）（英語版）
- 企業法の起源となったサットン病院・環境法の誕生とも言われるウィリアム・アルフレッド事件（英語版）

## 略年譜
- 1552年 - ノーフォークのマイルハムで、法廷弁護士の子として生まれる。ノリッジのノリッジ・スクール（英語版）で学ぶ。
- 1567年 - ケンブリッジ大学トリニティ・カレッジへ進学。
- 1572年 - 法曹院の1つであるインナー・テンプルに入学。
- 1578年 - 法曹資格を取得
- 1589年 - 庶民院議員。
- 1592年から1594年 - 法務次官。
- 1592年から1593年 - 庶民院議長。
- 1594年から1606年 - フランシス・ベーコンとポストを争った末、法務長官に就任。この時期、熱意溢れる検事としてサー・ウォルター・ローリー事件や火薬陰謀事件を扱う。
- 1606年から1613年 - 民訴裁判所主席裁判官。この頃からコモン・ロー裁判所の権限を広げ他の裁判所と対立する。
- 1606年 - 北アメリカで入植地を探すための王の設立許可状で認められた私的ベンチャーであるバージニア会社の設立許可状の作成に加わった。バージニア会社の2つの支部の一つであるロンドン会社の理事になる。
- 1613年から1616年 - 王座裁判所首席裁判官・枢密顧問官。ここでも聖職者階級、貴族に牛耳られていた地方裁判所、および国王の干犯からコモン・ローの擁護を続ける。
- 1616年 - 王座裁判所首席裁判官・枢密顧問官を罷免される。王が自身の意見を述べることができるようになるまで裁判を休会にすることを拒んだという理由で、ベーコンが王に解任を助言したのが原因。
- 1617年 - 枢密顧問官に再任。
- 1621年 - 庶民院議員。しかし議会の大抗議を作成し他の議会リーダーと一緒に6ヶ月投獄され、政府の問題児となる。
- 1628年 - 権利の請願を起草。
- 1634年 - バッキンガムシャー州のストークポージスで死去。

## 子女
1582年にジョン・パストンの娘ブリジット・パストンと結婚、10人の子（7男3女）を儲けた。息子の1人ロバート・コークは庶民院議員になり、娘アンはラルフ・サドリアと結婚した。
ブリジットの死後1598年にエリザベス・ハットンと再婚、2人の娘を儲けた。

## 著作
- Reports（『判例集』全13巻。1600年 - 1615年、1656年 - 1659年）
- Institutes of the Laws of England（『イギリス法提要』全4巻。第1巻は『リトルトン註釈』と呼ばれる。1628年 - 1644年）